# Ананьин, Виктор Васильевич
Виктор Васильевич Ананьин (род. 27 декабря 1943) — советский и российский актёр, Заслуженный артист России (2003).

## Биография
В 1969 году окончил Ленинградский государственный институт театра, музыки и кинематографии. Работал в Ереванском государственном русском драматическим театре имени К. С. Станиславского, в Ставропольском драматическом театре им. М. Ю. Лермонтова. В 2003 году удостоен звания Заслуженный артист России. 
С 2006 года — артист Тульского академического театра драмы. На тульской сцене сыграл более 20 ролей, появившись в таких постановках, как «Цветок кактуса» (2006), «Мужчины по выходным» (2007), «Ханума» (2006), «Униженные и оскорбленные» (2007), «Неистовство любви» (2007), «Тётка Чарлея» (2011) и «Грех» (2018).
На большом экране исполнил роли в фильмах «Всадник, которого ждут» (1984), «Звезда» (2002) и «Чудо» (2009).